# ریو ریکو (آریزونا)
ریو ریکو (به انگلیسی: Rio Rico) یک منطقهٔ مسکونی در ایالات متحده آمریکا است که در شهرستان سانتا کروز، آریزونا واقع شده‌است. ریو ریکو ۱۶۱٫۷۳ کیلومتر مربع مساحت و ۱۸٬۹۶۲ نفر جمعیت دارد و ۱٬۰۶۱٫۰۲ متر بالاتر از سطح دریا واقع شده‌است.